# Grön prickskål
Grön prickskål (Ascobolus michaudii) är en svampart som beskrevs av Boud. 1907. Grön prickskål ingår i släktet Ascobolus och familjen Ascobolaceae.  Arten är reproducerande i Sverige. Inga underarter finns listade i Catalogue of Life.